# Chapelle Saint-Vernier de Château-Chalon
La chapelle oratoire Saint Vernier de Château-Chalon est une chapelle de la congrégation de l'Oratoire, à Château-Chalon dans le Jura en Franche-Comté. Elle est dédiée à saint Vernier, saint patron des viticulteurs du vignoble du Jura, et plus particulièrement aux vignerons du vignoble de Château-chalon (AOC).

## Historique
Cette petite chapelle pittoresque est construite en pierre de taille, ferronnerie, avec clocheton et toit de laves, sur le site de l'ancienne abbaye de Château-Chalon du VIIe siècle, voisine de l'église Saint-Pierre de Château-Chalon du XIe siècle (construite sur l'ancienne abbatiale de l'abbaye).
- Chapelle sur le site de l'ancienne abbaye
- Vue sur le vignoble de Château-chalon (AOC)

Une inscription sur une plaque en marbre site : « aux vignerons qui d'âge en âge ont peiné sur ce dur sentier pour assurer la renommée d'un vin noble entre tous, le Château-chalon LCMCMLIII » (1953).

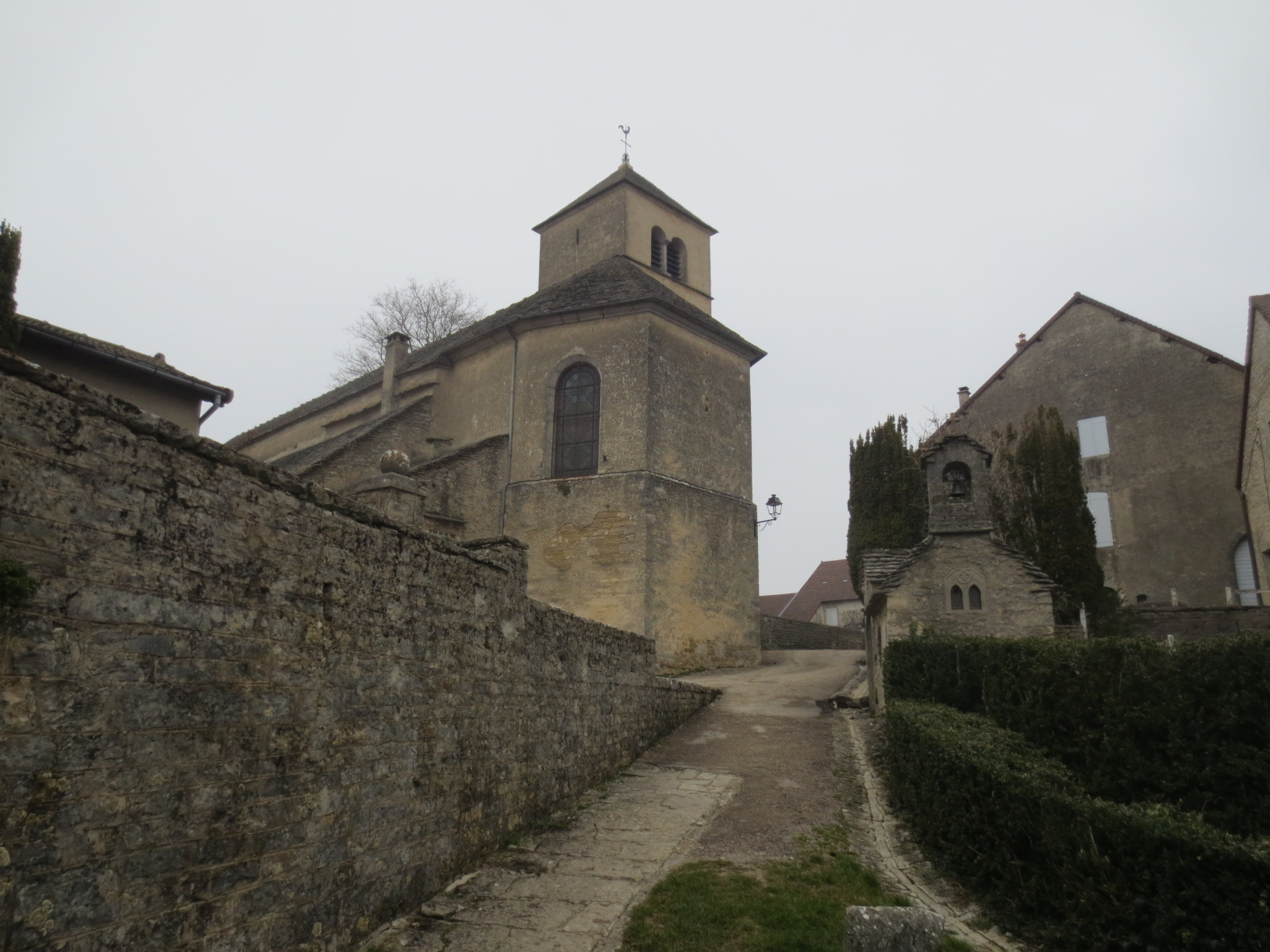
Église Saint-Pierre et chapelle à droite

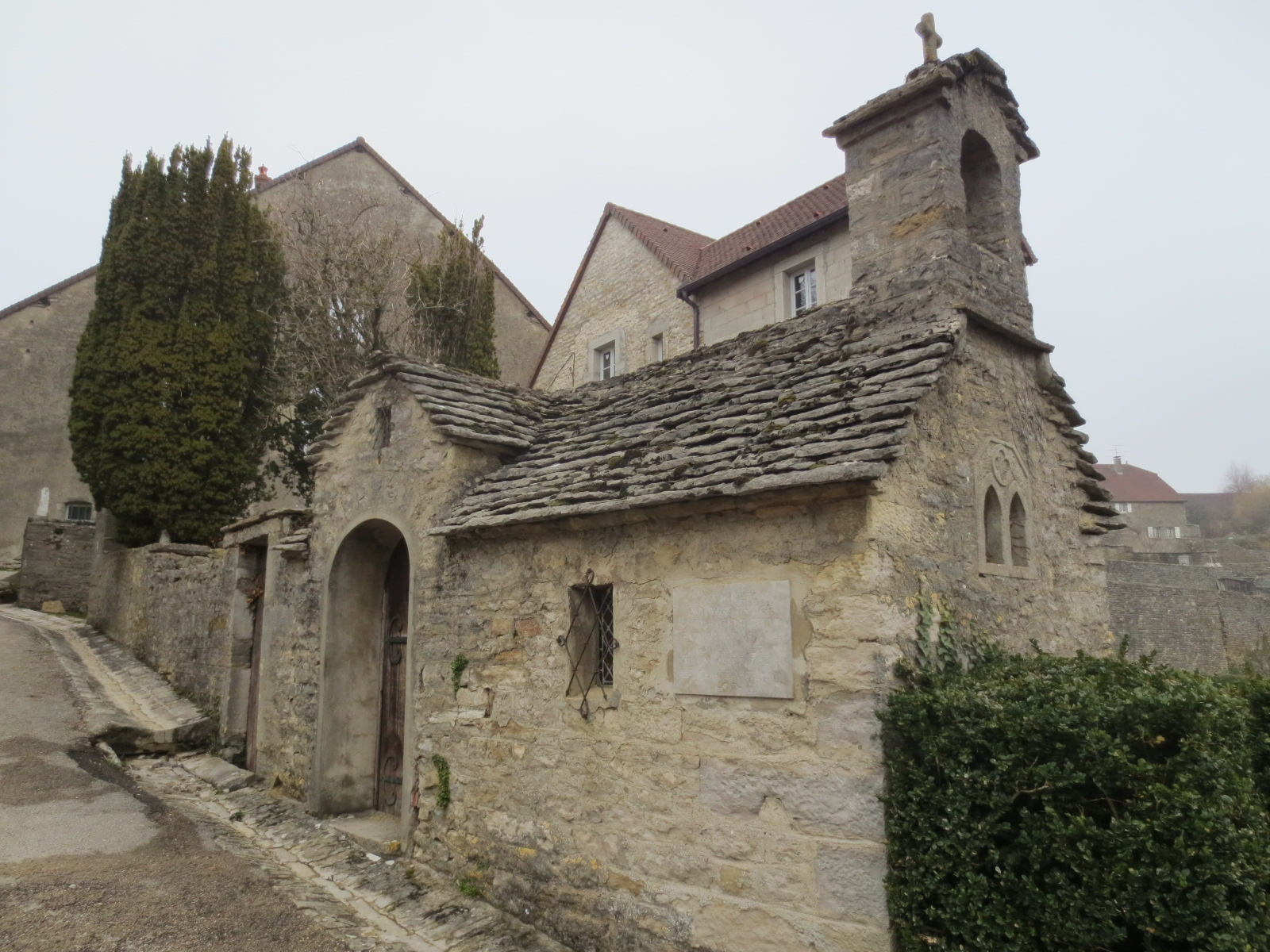
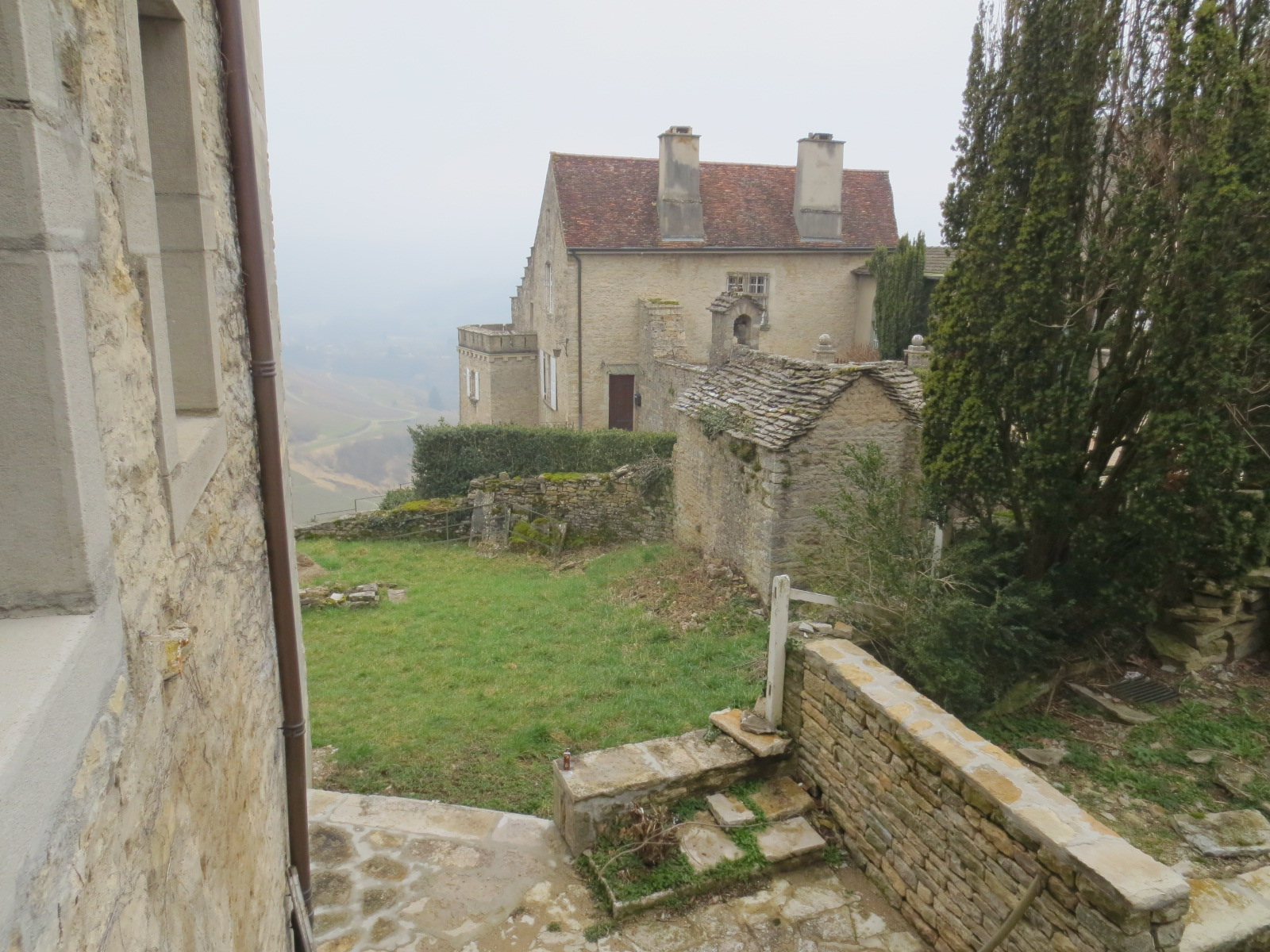
Chapelle sur le site de l'ancienne abbaye
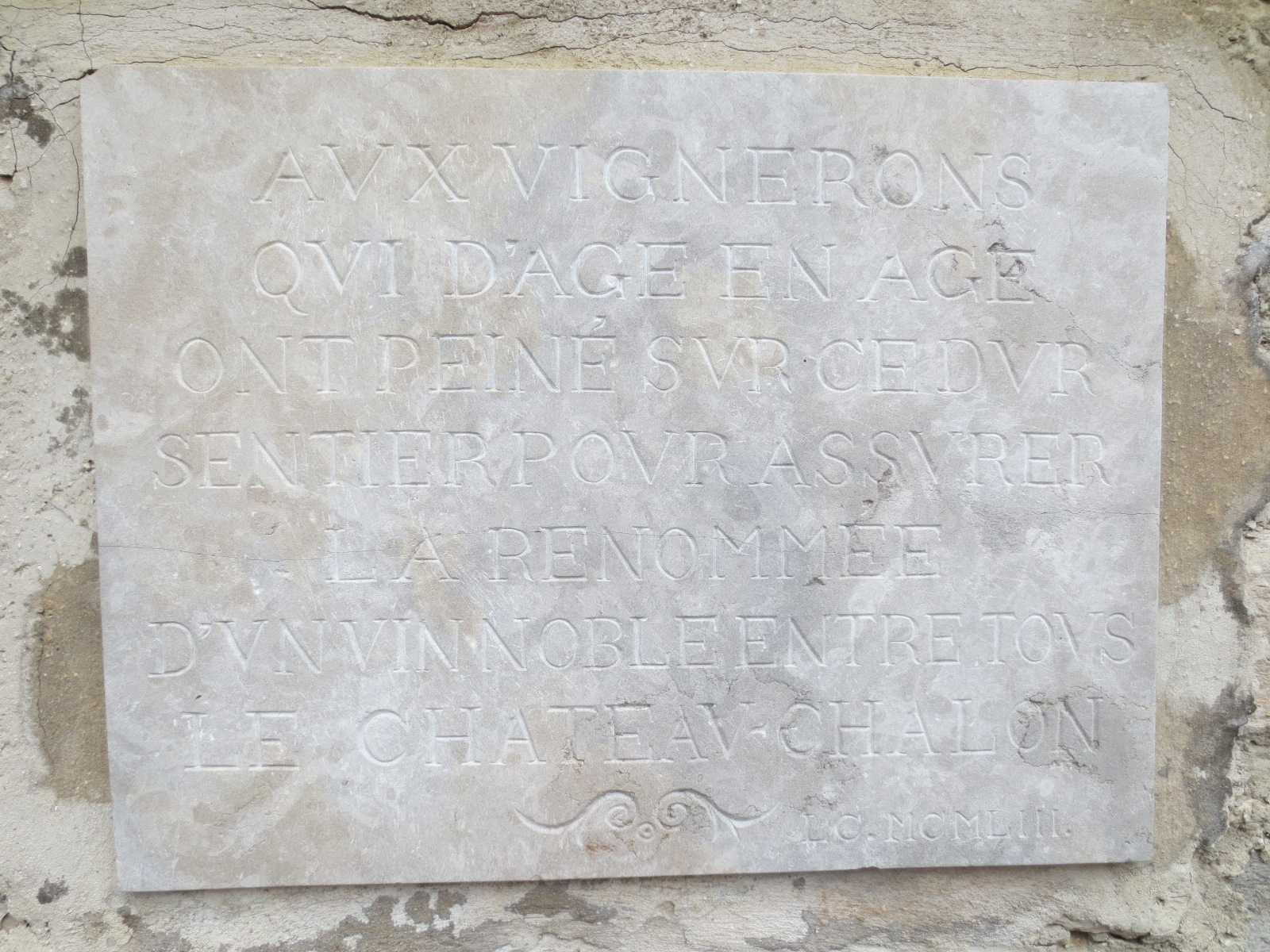
Inscription sur plaque en marbre
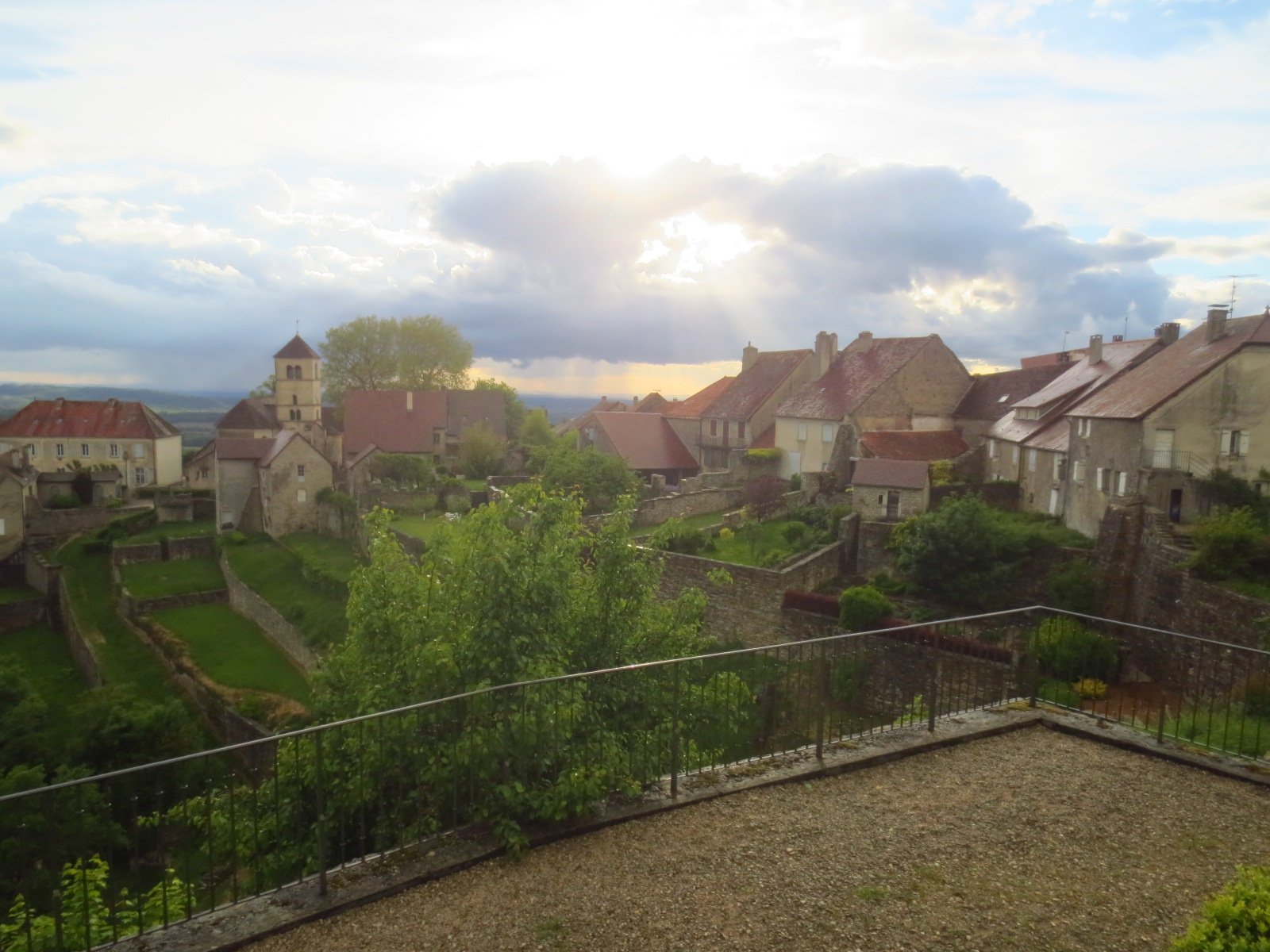
Chapelle sur le site de l'ancienne abbaye
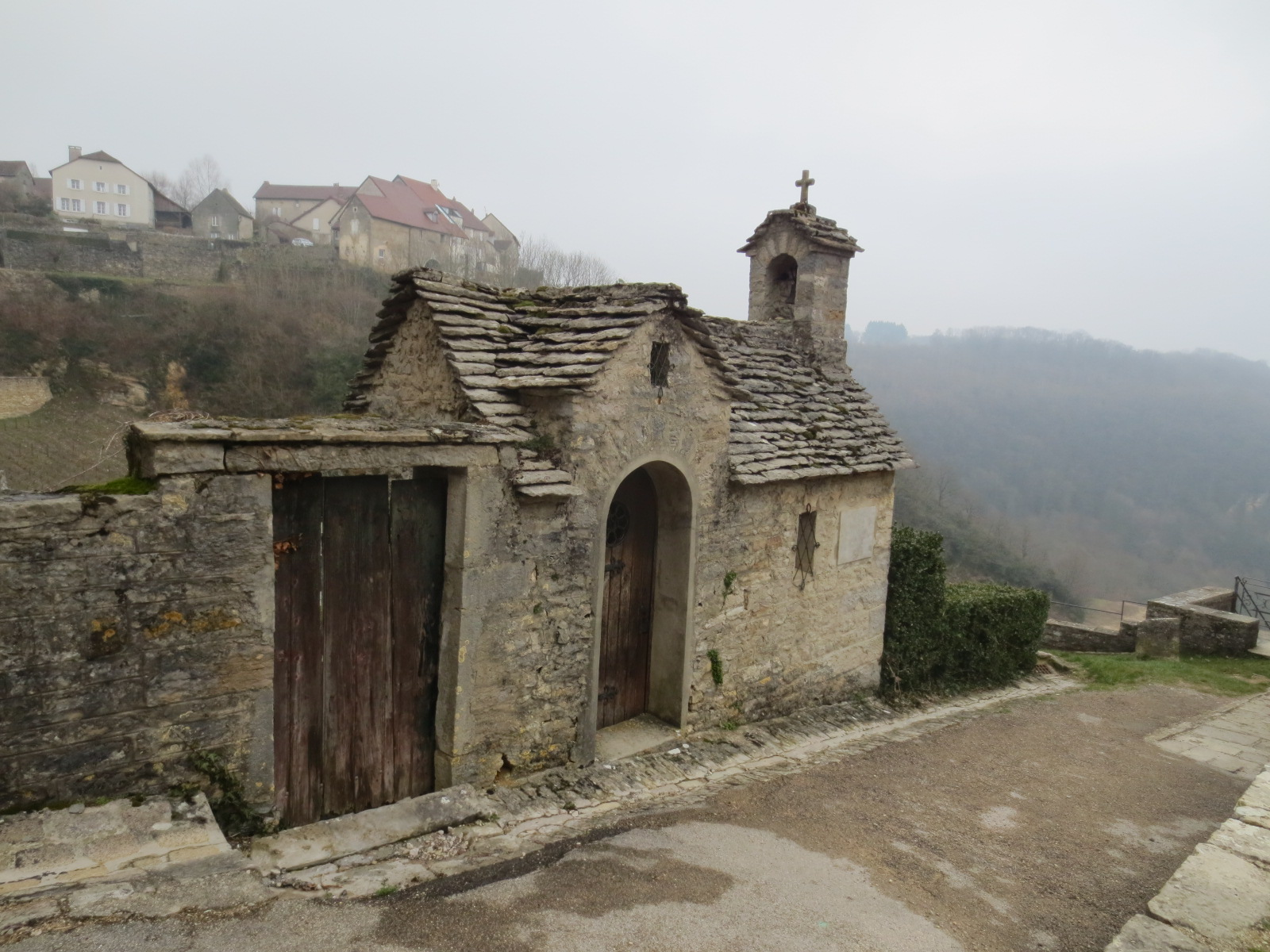
Vue sur le vignoble de Château-chalon (AOC)

- Inscription sur plaque en marbre